# Tayfun Türkmen
Tayfun Türkmen (* 12. April 1978 in Anamur) ist ein ehemaliger türkischer Fußballspieler und derzeitiger -trainer.

## Sportlicher Werdegang
Türkmen begann mit dem Fußballspielen in seinem Heimatort bei Anamur Belediye. Von dort wechselte er im Sommer 1999 zu MKE Ankaragücü in die 1. Lig, wurde aber noch im September des Jahres bis Saisonende an den Aufsteiger Asaşspor in die zweite Liga verliehen. 2001 wechselte er zum Zweitligisten Kayserispor, zwei Jahre später schloss er sich Erstligaaufsteiger Konyaspor an. Mit dem Klub scheiterte er im Viertelfinale des Pokalwettbewerbs 2003/04 am späteren Titelträger Trabzonspor, mit seinen bis dahin erzielten drei Treffern krönte er sich jedoch gleichauf mit Volkan Bekiroğlu, im Saisonverlauf von Adanaspor zu Trabzonspor gewechselt, und Tuncay Şanlı von Semifinalist Fenerbahçe Istanbul zum Torschützenkönig des Wettbewerbs. Insgesamt spielte der vielseitig einsetzbare Türkmen vier Jahre für den Klub in der höchsten Liga und erzielte dabei 21 Tore.
Im Sommer 2007 verpflichtete Ankaraspor Türkmen, der jedoch nach einer Spielzeit zum Aufsteiger Eskişehirspor weiterzog. Im Sommer 2009 kehrte er zu Konyaspor zurück, konnte jedoch nicht mehr an die alte Zeit anknüpfen und wurde im August 2010 zum Drittligisten Bugsaş Spor transferiert. Hier beendete er später seine aktive Laufbahn.
2012 kehrte Türkmen als Teil des Trainerstabs zu Konyaspor zurück, ehe er im Sommer 2013 zu Bugsaş Spor ging und dort Zafer Turan sowie Fahri Bayraktar zuarbeitete. Im Sommer 2014 wurde er zum Cheftrainer befördert, musste aber im März 2015 Nihat Balan weichen. Im August 2015 holte ihn Mustafa Reşit Akçay in sein Funktionsteam, der den Trainerposten beim nun als Osmanlispor antretenden vormaligen Ankaraspor übernommen hatte. Auch unter dessen Nachfolgern bzw. Interimstrainern Hamza Hamzaoğlu, Bülent Uygun, İrfan Buz, Hüseyin Çimşir und Fuat Buruk wirkte er als Assistent.
Im August 2018 übernahm Türkmen bei Anadolu Selçukspor das Cheftraineramt, wurde aber im Verlauf der Drittligasaison 2018/19 im Abstiegskampf befindlich durch Alper Avcı ersetzt. Im Februar 2022 folgte er Ertuğrul Sağlam als Assistent bei dessen Engagement beim iranischen Klub Tractor Sazi Täbris, gemeinsam verließen sie den Klub im Juni. Anfang 2023 kehrte er als Jugendtrainer zu Kayserispor zurück. Unter Burak Yılmaz war er ab Januar 2024 gemeinsam mit Hari Vukas und Torwarttrainer Mehmet Bölükbaşı Teil des Trainerteams der Wettkampfmannschaft.